# خوسيه مارتينيز
خوسيه مارتينيز (بالإسبانية: José Israel Martínez Salas)‏ (14 مارس 1981 مدينة مكسيكو المكسيك - ) هو لاعب كرة قدم مكسيكي يلعب كلاعب وسط.

## روابط خارجية
- خوسيه مارتينيز على موقع قاعدة بيانات كرة القدم.إي يو (الإنجليزية)
- خوسيه مارتينيز على موقع ناشيونال فوتبول تيمز (الإنجليزية)
- خوسيه مارتينيز على موقع Soccerway.com (الإنجليزية)